# Hypermobilitet

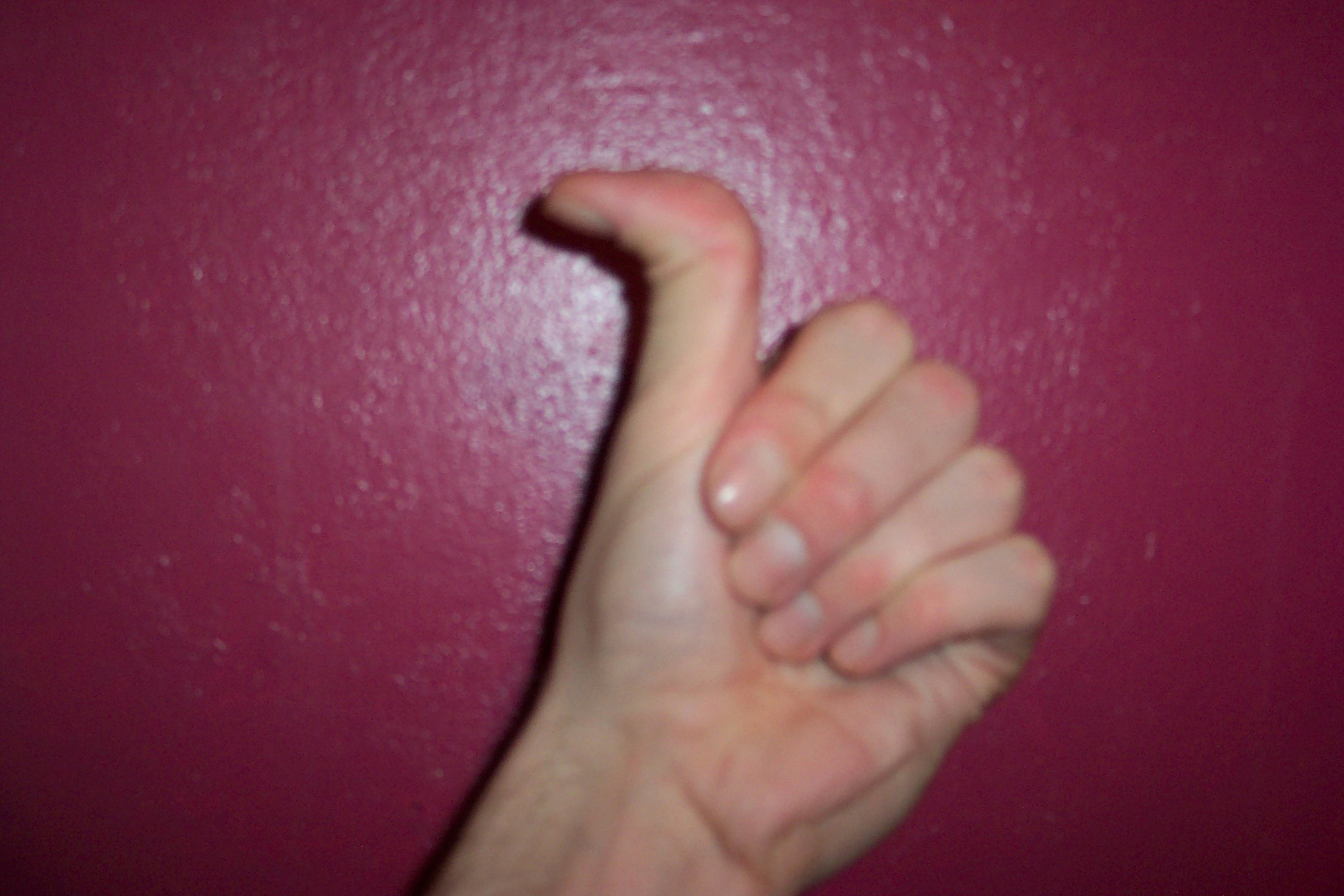
Hypermobilitet i en tumme – ibland även kallad "skomakartumme"

Med hypermobilitet (av det grekiska uttalet för hyper, "över" och latinska mobilitas, "rörlighet") menas överrörlighet i leder eller mellan ryggradens kotor. 
När kotsegment eller leder på ena eller andra sättet, mer eller mindre, går ur led som exempelvis vid vrickning, uppstår en förskjutning av ledytorna. Gäller det ryggraden är det ytorna mellan kotorna som förskjuts, vilket kan medföra att nerver kan komma i kläm och skadas. Ledband översträcks eller blir för slappa.
När tummens yttersta led är hypermobil i den riktning som visas på bilden brukar man tala om skomakartumme eller snickartumme.    
Hypermobilitet kan mätas kliniskt med hjälp av Beightonskalan.